# NGC 167
NGC 167 (ook wel PGC 2122, ESO 473-29, MCG -4-2-22 of IRAS00328-2339) is een balkspiraalstelsel in het sterrenbeeld Walvis.
NGC 167 werd in 1886 ontdekt door de Amerikaanse astronoom Francis Preserved Leavenworth.